# Alzjan Zjarmoechamedov
Alzjan Moesoerbekovitsj Zjarmoechamedov (Russisch: Алжан Мусурбекович Жармухамедов) (Tavaksai, Tasjkent (provincie), 2 oktober 1944 – 3 december 2022) was een Kazachs basketbalspeler die uitkwam voor het nationale team van de Sovjet-Unie.  Hij had de rang van Majoor in het Russische Leger. Hij heeft verschillende onderscheidingen gekregen waaronder Meester in de sport van de Sovjet Unie in 1979, Ereteken van de Sovjet-Unie en de Orde van de Eer (Russische Federatie) in 2006.

## Carrière
Zjarmoechamedov begon met basketbal bij SKA Tasjkent in 1967. In 1970 ging hij naar CSKA Moskou. Met die club werd Zjarmoechamedov tien keer landskampioen van de Sovjet-Unie in 1970, 1971, 1972, 1973, 1974, 1976, 1977, 1978, 1979 en 1980. Ook werd Zjarmoechamedov twee keer Bekerwinnaar van de Sovjet-Unie in 1972 en 1973. In 1971 won Zjarmoechamedov de finale van de EuroLeague. In 1970 en 1973 verloor Zjarmoechamedov de finale van de EuroLeague. In 1981 ging hij spelen voor Universitet Tasjkent. Zjarmoechamedov speelde jaren voor het nationale team van de Sovjet-Unie. Zjarmoechamedov won goud op de Olympische Spelen in 1972. Ook won Zjarmoechamedov brons in 1976. Zjarmoechamedov won brons op het Wereldkampioenschap in 1970 en zilver in 1978. Zjarmoechamedov won goud op het Europees Kampioenschap in 1967, 1971 en 1979 en zilver in 1975. In 1981 stopte Zjarmoechamedov met basketballen.
Zijn zoon Sergej is een voormalige basketbalspeler. Hij speelde bij de Super League teams in Rusland (Dinamo Moskou, Arsenal Toela, Avtodor Saratov, Spartak Sint-Petersburg) en in Wit-Rusland. Hij was ook coach en scout van CSKA Moskou.

## Erelijst
- Landskampioen Sovjet-Unie: 10
  - Winnaar: 1970, 1971, 1972, 1973, 1974, 1976, 1977, 1978, 1979, 1980
- Bekerwinnaar Sovjet-Unie: 2
  - Winnaar: 1972, 1973
- EuroLeague: 1
  - Winnaar: 1971
  - Runner-up: 1970, 1973
- Olympische Spelen: 1
  - Goud: 1972
  - Brons: 1976
- Wereldkampioenschap:
  - Zilver: 1978
  - Brons: 1970
- Europees Kampioenschap: 3
  - Goud: 1967, 1971, 1979
  - Zilver: 1975